# Dragoș Ciupercescu
Dragoș Ciupercescu este primul român condamnat pentru terorism.
La 6 noiembrie 2002, Ciupercescu a detonat pe trotuarul din fața Liceului Jean Monnet din București o grenadă sustrasă din depozitul de muniții al unei unități militare, rănind cinci elevi.
La data de 14 martie 2003, Ciupercescu a amplasat o altă grenadă, în Parcul Cișmigiu, pe care nu a reușit s-o detoneze.
Dragoș Ciupercescu trimitea autorităților scrisori anonime în care revendica atentatul de la Liceul Jean Monnet și grenada lăsată în Parcul Cișmigiu, gata să explodeze, amenința că urmează alte lovituri și cerea bani ca să se oprească.
El a cerut telefonic, la Dispeceratul Poliției Capitalei, 10 milioane dolari pentru a nu ucide copii, iar în scrisorile trimise la Liceul Monnet a solicitat 40 de mii de dolari sau 600 de milioane de lei.
Ciupercescu a fost angajat MApN și și-a motivat acțiunile dând vina pe societate.
A fost trimis în judecată în octombrie 2003
și a fost condamnat definitiv în 2007 la 18 ani de închisoare de către Înalta Curte de Casație și Justiție.
În iunie 2010, Curtea Europeană a Drepturilor Omului (CEDO) de la Strasbourg a decis că Statul Român trebuie să-i plătească lui Dragoș Ciupercescu peste 18.000 de euro, sub formă de despăgubiri morale și materiale, precum și cheltuieli de proces.
Acesta a invocat faptul că a fost închis în condiții inumane în Penitenciarul Jilava în condiții de suprapopulare.